# Trahison (film, 2003)
Pour les articles homonymes, voir Trahison (homonymie).
Ne doit pas être confondu avec Trahisons (film).
Pour plus de détails, voir Fiche technique et Distribution.
Trahison (Deception) est un film américano-canado-britannique réalisé par Max Fischer, sorti le 1er février 2003 en direct-to-video.

## Synopsis introductif
Sans un sou après le suicide de son père, Margaret de Vries se révolte violemment contre son sort. Avec la complicité de son amant, le gigolo français Robert de Courbevoie, elle imagine une machiavélique machination. Le plan consiste à pousser sa meilleure amie, Janet Steiner, au mariage avec Robert puis, non sans avoir éliminé tout obstacle intermédiaire, de la tuer à petit feu pour hériter de son immense fortune. Rien ne semble laissé au hasard, pourtant les choses ne vont pas se passer comme prévu…

## Fiche technique
- Titre : Trahison
- Titre original : Deception
- Réalisation : Max Fischer
- Direction artistique : Steeve Henry
- Pays de production :  États-Unis,  Canada,  Royaume-Uni
- Langue : anglais
- Genre : thriller
- Durée : 91 min
- Couleur
- Son : stéréo

## Rôles principaux
- Karina Lombard : Margareth de Vries
- Marc Lavoine : Robert Steiner
- Debi Mazar : Janet Steiner
- Charles Edwin Powell : Charles Powell
- Jack Langedijk
- Daniel Pilon
- Jacklin Webb